# طارق علي
 طارق علي (بالإنجليزية: Tariq Ali) مواليد 21 أكتوبر 1943 في لاهور، الراج البريطاني، هو روائي وصحفي ومؤرخ وكاتب ومنتج أفلام بريطاني الجنسية من اصل باكستاني حيث ولد في لاهور، وهو مسلم علماني. أشتهر بانتقاده للسياسات الأمريكية والإسرائيلية من أهم كتبه صدام الاصوليات: الحملات الصليبية والجهاد والحداثة" 2002، وكتاب بوش في بابل (2003) والذي انتقد فيه الحرب الأمريكية على العراق.

## الأعمال
من رواياته في ظل شجرة الرمان (1993) يقص فيها دراما عائلية أثناء انهيار الحضارة الإسلامية في الأندلس ومأساة المسلمين آنذاك في ظل عملية التنصير القسري الذي تعرضوا له على يد الأسبان.

## روابط خارجية
- طارق علي على موقع IMDb (الإنجليزية)
- طارق علي على موقع ميوزك برينز (الإنجليزية)
- طارق علي على موقع قاعدة بيانات الفيلم (الإنجليزية)